# Georg Sattler (Politiker)
Georg Sattler (* 16. Oktober 1879 in Blankenburg; † 19. Juli 1975 in Gotha) war ein deutscher Jurist, Verwaltungsbeamter und Politiker (DNVP).

## Leben und Beruf
Nach dem Abitur studierte Sattler von 1900 bis 1903 Rechtswissenschaft an den Universitäten in Leipzig und Jena. Während seines Studiums trat er sowohl der Turnerschaft Hansea zu Leipzig als auch der Turnerschaft Normannia Jena bei. Er legte das erste juristische Staatsexamen ab, wurde 1905 zum Dr. jur. promoviert und bestand 1907 das zweite juristische Staatsexamen. Danach trat er in den Verwaltungsdienst ein. Er war von 1907 bis 1912 als Assessor im Ministerium von Schwarzburg-Rudolstadt tätig und wirkte von 1912 bis 1922 als Landrat im Landratsamt Königsee. Von 1914 bis 1918 nahm er als Soldat am Ersten Weltkrieg teil.
Sattler war von 1922 bis 1924 Geschäftsführer des Verbandes Mittelthüringer Glasfabrikanten und von 1927 bis 1929 Generaldirektor eines Glasunternehmens in Ilmenau. Von 1930 bis 1945 fungierte er als Präsident der Thüringischen Landesbrandversicherungsanstalt in Gotha.

## Politik
Sattler, der sich nach der Novemberrevolution dem Stahlhelm sowie der Deutschnationalen Volkspartei (DNVP) angeschlossen hatte, amtierte vom 21. Februar 1924 bis zum 29. April 1927 als Staatsminister für Inneres und Wirtschaft des Landes Thüringen. Gleichzeitig war er Stellvertreter des Leitenden Staatsministers Richard Leutheußer.